# Es Pagos
Es Pagos és una possessió al nord-est de la vila de Porreres, Mallorca. Les seves cases estan edificades en un punt elevat situat a l'esquerra de la carretera a Vilafranca de Bonany.

## Història
La documentació trobada que data d'abans del segle xvi fa referència a la possessió com a Els Paons però amb el procés de castellanització dels documents de l'administració municipal als segles xviii i xix passa a anomenar-la Els o Los Pagos. Encara que de manera usual i col·loquial se seguia utilitzant l'article salat per referir-se a aquesta explotació agrària.
Els paons o pagos eren unes aus molt comunes al terme de Porreres. El febrer de l'any 1423, Francesc Caules cobrava 7 lliures i 10 sous del procurador reial per la venda de 6 paons, a raó de 50 sous el parell, pel rei que es trobava a Nàpols. El 1380, el governador manava als batles de Porreres, Montuïri i Sant Joan de Sineu que no es podia tallar llenya ni caçar paons a tota l'alqueria de Mianes.
La família Nicolau, al segle xiv, tenia en propietat la finca d'Es Pagos. El nou sobirà de la Corona d'Aragó, Martí l'Humà, es va coronar a Saragossa l'abril del 1399 i el Gran i General Consell va elegir com a representants del Regne de Mallorca, a Joan Llobera i Antoni Nicolau (propietari d'Es Pagos), qui finalment no hi assistí a causa d'una malaltia.
Antoni Nicolau, el setembre de l'any 1409, es feia propietari del rafal procedent de Nicolau Riera i la seva dona Maciana. Aquest rafal estava sota alou reial a vintè de lluïsme, a dècima i tretzena dels esplets. Per la festa de Sant Pere i Sant Feliu, a més, havia de pagar un cens de 20 quarters al cavaller Bernat Febrer. Els seus veïns, en aquells moments, eren l'alqueria dels hereus de Francesc de Padrina, rafal de Guillem Gil, l'honor de Sant Martí d'Arnau Sureda i l'alqueria d'Antoni Nicolau.

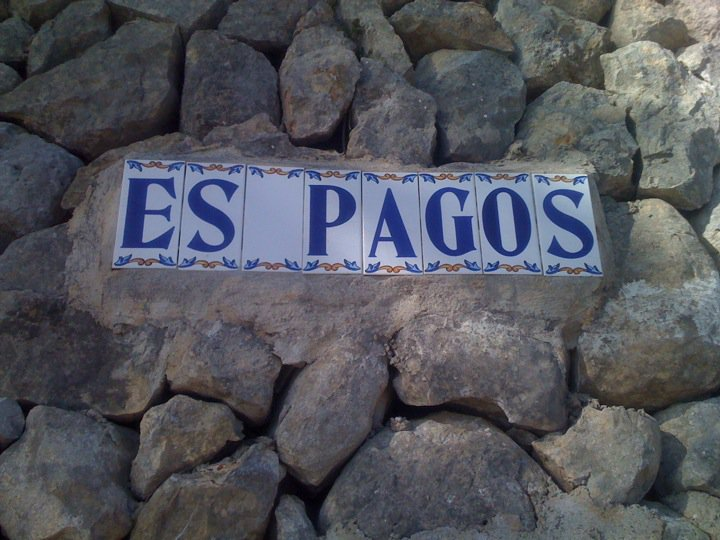
Cartell d'Es Pagos

A principis de l'any 1453, el batle de Porreres i el de Felanitx rebien una ordre baix pena de 100 lliures, d'executar els béns i penyores del senyor Guillem Nicolau i de l'herència de la seva mare fins que la quantitat fos suficient per pagar una esclava, una mula i altres xifres procedents d'una sentència a què havia estat condemnat en Guillem.
Al febrer del mateix any es manava als comissaris o altres potestats que anessin personalment a la parròquia a fer complir l'execució, anteriorment manada al batle i que no havia fet efectiva, respecte als béns de Guillem Nicolau.
Al cap quinze dies, el batle rebia una nova carta, en la qual es tornava a insistir en el fet que es complís l'execució de pagar les 6 lliures que es devia al notari Gregori Abellar. El 19 d'abril el batle rebia una nova ordre, sota pena de 200 lliures, d'executar una venda de 41 bovins i altres béns del propietari dels Pagos, Guillem Nicolau, fins que la quantitat fos suficient per pagar a Guillem Bordoi de Felanitx. El dia 7 d'agost de bell nou es remetia al batle de Porreres una circular manant realitzar execució en els béns ja esmentats per saldar el deute d'aquelles 10 lliures degudes a Miquel Mascaró de la parròquia de Robines.
L'any 1518, el fill i hereu de Joan Nicolau, Rafael Nicolau que era batle reial, per poder pagar els deutes contrets va vendre un tros de terra i garriga de la possessió a Andreu Mesquida per un preu de 130 lliures a més d'uns censos.
Al cap d'uns anys, exactament el 1525, l'hereu de Rafel Nicolau que era el seu germà Ramon va establir en emfiteusi uns trossos de garriga de la possessió que estaven limitats amb la mateixa possessió i amb el rafal de Binibada.
El 1531, Pereta que era la viuda de Miquel de Térmens va establir en una emfiteusi perpetu per la possessió d'Es Pagos amb un rafal annex anomenat Colom a canvi de 82 lliures anuals a pagar cada Sant Andreu. Segons P. De Montaner aquest mateix any «el enfiteuta Ramon Nicolau, destacado propietario foràneo, tenia problemas con el señor de la baronía i ambos firmaron una concordia en 1531 para zanjar discusiones sobre el alcance de la jurisdicción baronal en las tierras de Los pagos».
Perot Seguí comprava l'any 1533 a Ramon Nicolau la possessió d'Es Pagos amb el rafal contigu. S'ha de dir que aquest rafal es trobava al terme de Sant Joan i avui en dia encara serveix de fita per separar els termes municipals dels dos pobles.

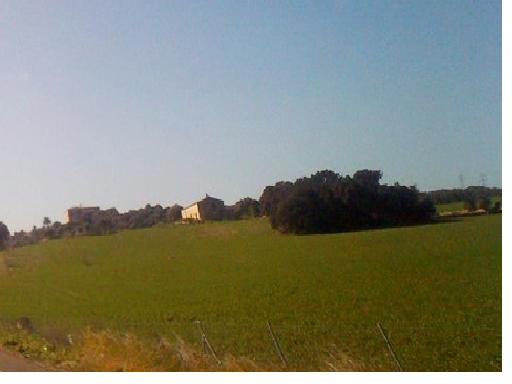
Entorn d'Es Pagos

La possessió comptava amb cases amb celler propi i molí de sang, totes elles moblades luxosament i amb teixits italians, orfebreria i pintures religioses. A part, també conté una important biblioteca plena d'obres d'autors com Ramon Llull, Jean Gerdon i Marc Valeri. A més, comptava amb les cases de sa Cabana i els Arrendadors. Les terres eren dedicades a la vinya i al conreu de cereals, llegums i lli. A part, també tenien un ramat de 275 ovelles, aviram i uns 20 pagos a més de dos esclaus encarregats d'aquesta tasca. N'eren pertinences les terres de ses Alzines, es Terrer Roig, sa Rota de n'Arnau i es rafal de Son Biulaigo
La possessió, l'any 1578, quan la tenia en propietat Miquela Ramona Nicolaua, estava valorada en 8.000 lliures. Al cap de 7 anys, el valor d'aquesta es va incrementar fins a 12.000 lliures i era propietat de Francesc de Villalonga-Mir.
El febrer de 1580, mossèn Ramon Nicolau, capbrevà la possessió Los Pagos i un rafal contigu. La possessió es trobava baix alou reial mentre que el rafal es tenia baix alou propi i era apreciat com a la sisena part de la possessió. El seu pare, també Ramon Nicolau, tenia la possessió en virtut d'establiment fet a ell per Joanot Seguí el 1535, el qual l'havia adquirida el 1533. El 1580 tenien com a veïns la possessió de Guillem Morlà [Son Gall], el rafal de Jaume Sitjar [Es Rafal], el rafal dels hereus de Joan Rosselló [Ses Talaies], la possessió de Salvador Sureda [Sant Martí], la possessió d'Antoni Ramon Nicolau, la possessió d'Antoni Barceló i la possessió d'Antoni Morlà.
Arribat al segle xvii la família Nicolau no va poder fer front als deutes que afectaven la possessió i la Cúria Reial la va posar en venda a través d'una subhasta pública i la va comprar Príam de Villalonga l'any 1671. A partir d'aquell moment i fins avui en dia, l'han mantinguda en la seva propietat.
L'arxiduc Lluís Salvador l'anomena com una de les possessions porrerenques de major producció de vi. També es diu que comptava amb 142 hectàrees. Però el padró de finques rústiques de l'any 1880 li assignava 287 quarterades de les quals 195 es dedicaven al conreu dels cereals, 3 a horticultura, 1 era de figueres de moro, 68 eren de garriga i 19 de pinar. El 1942 era propietat de les germanes Antònia, Josepa i Maria Villalonga Blanes. Aquestes tres propietats sumaven una extensió de 204 hectàrees, 131 de les quals es dedicaven al conreu de cereals. El 1994 seguia en propietat de les germanes Villalonga Blanes, amb una extensió de 184 hectàrees, de les quals 136 es dedicaven a conradís, 11 a ametlerar, altres 11 a figueral, i ressaltant a més les 9 hectàrees d'alzinar que hi contenia, un dels més importants del terme.